# Лавреотики
Лавреотики́ (греч. Δήμος Λαυρεωτικής) — община (дим) в Греции, на юго-восточной оконечности Аттики. Входит в периферийную единицу Восточная Аттика в периферии Аттика. Омывается заливом Петалия на востоке и Эгейским морем на юге. Население общины — 25 102 человека по переписи 2011 года. Площадь — 175,798 квадратного километра. Плотность — 142,79 человека на квадратный километр. Административный центр — Лаврион. Димархом на местных выборах 2014 года выбран Димитриос Лукас (Δημήτριος Λουκάς).
Община создана в 1890 году (ΦΕΚ 162Α) под названием Сунион (Δήμος Σουνιέων) с центром Эргастирия.  В 1891 году (ΦΕΚ 333Α) община переименована в Лавреотики. В античной географии Лавриотика (др.-греч. Λαυρειωτική) — область горы Лаврион с богатыми серебряными Лаврийскими рудниками. В 2010 году (ΦΕΚ 87Α) по программе «Калликратис» к общине присоединена упразднённая община Кератея и сообщество Айос-Констандинос. Включает в себя мыс Сунион и остров Патроклос.

## Административное деление

Административное деление общины:
1 — Лавреотики
2 — сверху вниз: Кератея, Айос-Констандинос

Община (дим) Лавреотики делится на 3 общинные единицы.